# 赤尾噪鹛
赤尾噪鹛（学名：Trochalopteron milnei），又名红尾噪鹛，为鶲科噪鹛属的鸟类。分布于缅甸、老挝、泰国、越南以及中国大陆的云南、四川、贵州、广西、福建等地，主要生活于沟谷、湿林、矮竹以及灌丛。该物种的模式产地在福建挂墩。

## 亚种
- 赤尾噪鹛指名亚种（学名：Trochalopteron milnei milnei），是中国的特有物种。分布于福建等地。该物种的模式产地在福建挂墩。[2]
- 赤尾噪鹛云南亚种（学名：Trochalopteron milnei sharpei）。分布于缅甸、老挝、泰国、越南以及中国大陆的四川、云南等地。该物种的模式产地在缅甸:Kauri-KachinTract,eastofBhamo。[3]
- 赤尾噪鹛瑶山亚种（学名：Trochalopteron milnei sinianus），是中国的特有物种。分布于广西、贵州等地。该物种的模式产地在广西瑶山。[4]